# Calonectris edwardsii
La pardela de Cabo Verde (Calonectris edwardsii) es una especie de ave procelariforme de la familia Procellariidae que vive en el océano Atlántico, en las aguas circundantes a la Macaronesia meridional. Cría únicamente en el archipiélago de Cabo Verde.

## Taxonomía
La pardela de Cabo Verde fue inicialmente descrita como una especie en 1883 por Émile Oustalet. Posteriormente se replanteó su clasificación y se consideró una subespecie de pardela cenicienta, hasta que en 1995 Cornelis Hazevoet volvió a asignarle la categoría de especie separada.

## Descripción
La pardela de Cabo Verde es un ave marina esbelta, con la cabeza y las partes superiores más oscuras que la pardela cenicienta y el pico oscuro. Comparada con la pardela cenicienta es de menor tamaño, más delgada y de formas más angulosas.

## Distribución
Esta ave solo cría en las islas de Cabo Verde. Las colonias más grandes están en las islas de Brava, Branco y Raso, aunque también anida en colonias menos numerosas en otras islas del archipiélago. Aunque sus movimientos y distribución en alta mar no son conocidos en profundidad, son avistadas con regularidad alrededor de las islas en la estación de cría. Tras la época de reproducción se dispersan por las aguas tropicales y pueden ser avistadas en la zona de surgencias de aguas senegalesas, donde se concentra alrededor de un 10% de la población en octubre. Existen registros de avistamientos hasta el Atlántico sur, y uno en la costa oriental de Norteamérica.

## Comportamiento

### Reproducción
Tras una ausencia de tres meses, los adultos llegan a sus colonisas de cría insulares entre finales de febrero y marzo, donde anidan en los huecos de los acantilados, y entre las rocas costeras. Las hembras ponen un solo huevo, que incuban entre mayo y julio. Los pollos abandonan el nido de finales de septiembre a octubre.  Tras el abandono de los nidos todas las pardelas permanecen en el mar hasta la siguiente estación de cría.

### Alimentación
Como el resto de pardelas se alimentan pescando en el mar pequeños peces, calamares y otros pequeños animales marinos.

## Estado de conservación
Se estima que la población total en 1993 constaba de unos 20.000 adultos (10.000 parejas reproductoras). Aunque la especie está teóricamente protegida los pollos son recolectados por los pescadores, en unas cifras que se estiman en unas 5000 aves capturdas de sus nidos cada año en Branco y Raso. Su población está en declive a causa del exceso de recolección de pollos y se considera que la especie está casi amenazada.